# Diego Velázquez (kunstschilder)
Diego Rodríguez de Silva y Velázquez of kortweg Velázquez (Sevilla, gedoopt 6 juni 1599 - Madrid, 6 augustus 1660) was een Spaanse kunstschilder die werkte als hofschilder van de Spaanse koning Filips IV, voor wie hij veel portretten van de koninklijke familie, evenals enkele religieuze schilderijen, genrestukken en andere werken maakte. Velázquez behoorde tot de ongetitelde, lage Spaanse en Portugese adel en werd aan het eind van zijn leven opgenomen in de Orde van Santiago.

## Biografie

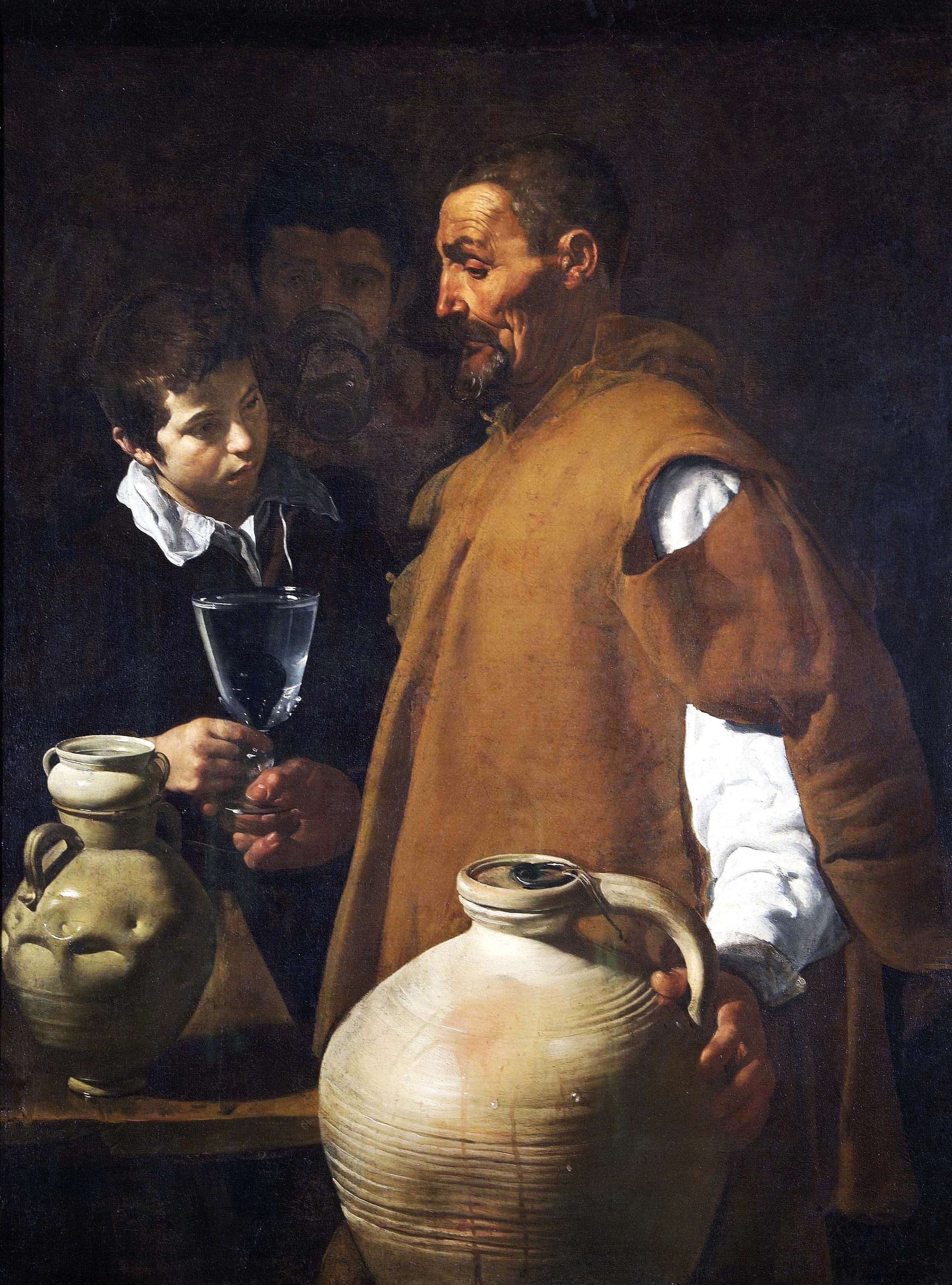
De waterverkoper van Sevilla, ca. 1620, Apsley House, Londen

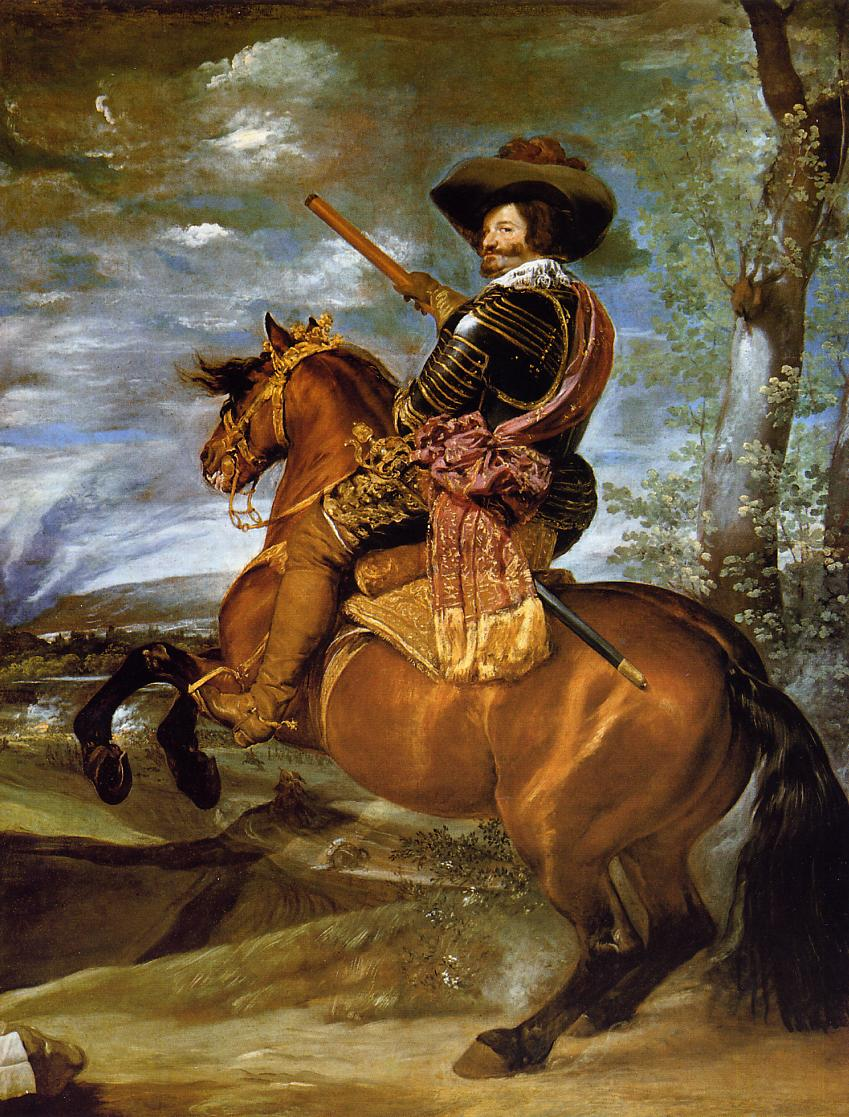
Ruiterportret van graaf-hertog Olivares, 1634, Prado, Madrid

### Opleiding
Diego Velázquez werd geboren in 1599 in Sevilla. Zijn vader was Portugees, zijn moeder kwam uit Sevilla. Op elfjarige leeftijd werd hij leerling van de lokale kunstenaar Francisco Pacheco (1564-1644), een navolger van vooral Rubens en de andere Antwerpse barokschilders. Pacheco was geen uitzonderlijk talent, maar hij had wel een bovengemiddelde belangstelling voor kunsttheorie en hij wakkerde de ambities van zijn getalenteerde leerling aan. In 1618 trouwde Velázquez met Juana, dochter van zijn leermeester Pacheco.
In zijn vroegste werken was Velázquez vooral op zoek naar nieuwe manieren om de werkelijkheid waarheidsgetrouw af te beelden. Dit leverde originele genreschilderijen op als De waterverkoper van Sevilla en Oude vrouw die eieren bakt en ook een enkel religieus werk zoals De aanbidding der wijzen, waarin hij de traditionele, geïdealiseerde personages van zijn voorgangers vervangt door realistische koppen.

### Aan het Spaanse hof
Na zijn lokale succes in Sevilla probeerde Velázquez werk te vinden aan het Spaanse hof van Filips IV. Zijn eerste reis naar Madrid in april 1622 liep op niets uit, maar bij een tweede poging een jaar later werd hij op voorspraak van vrienden van Pacheco geïntroduceerd bij graaf Gaspar de Guzmán, graaf van Olivares, de kersverse eerste minister van de koning, die hij later enkele keren zou portretteren. Op 6 oktober 1623 werd Velázquez benoemd tot schilder aan het hof met een maandsalaris van twintig dukaten. Het was zijn taak de koninklijke familie te portretteren en schilderijen te maken voor de koninklijke verblijven. Daarnaast mocht hij ook particuliere opdrachten aannemen.
Na een enigszins moeizame periode waarin hij te maken kreeg met rivaliteiten met de andere, oudere schilders aan het hof, maakte hij in 1628 kennis met Peter Paul Rubens, die hem hielp zijn talenten verder te ontwikkelen. Waarschijnlijk op aanraden van Rubens maakte Velázquez kort erna een studiereis naar Italië.

### Eerste reis naar Italië (1629-1630)
In augustus 1629 zeilde Velázquez van Barcelona naar Genua en reisde vandaar naar Venetië, Ferrara, Cento en Rome. Hij verliet Rome in de herfst van 1630 en reisde via Napels terug naar Spanje. Begin 1631 was hij terug aan het hof in Madrid.
Het is niet met zekerheid bekend welke Italiaanse schilders Velázquez persoonlijk heeft ontmoet, maar de reis had een grote invloed op zijn werk. Dit is vooral terug te zien in zijn historieschilderijen die hij na zijn reis maakte. In Italië maakte hij ook enkele kleine landschappen van de tuinen van de Villa Medici, die tot de eerste plein-air-landschappen uit de kunstgeschiedenis behoren.

### Productieve middenperiode

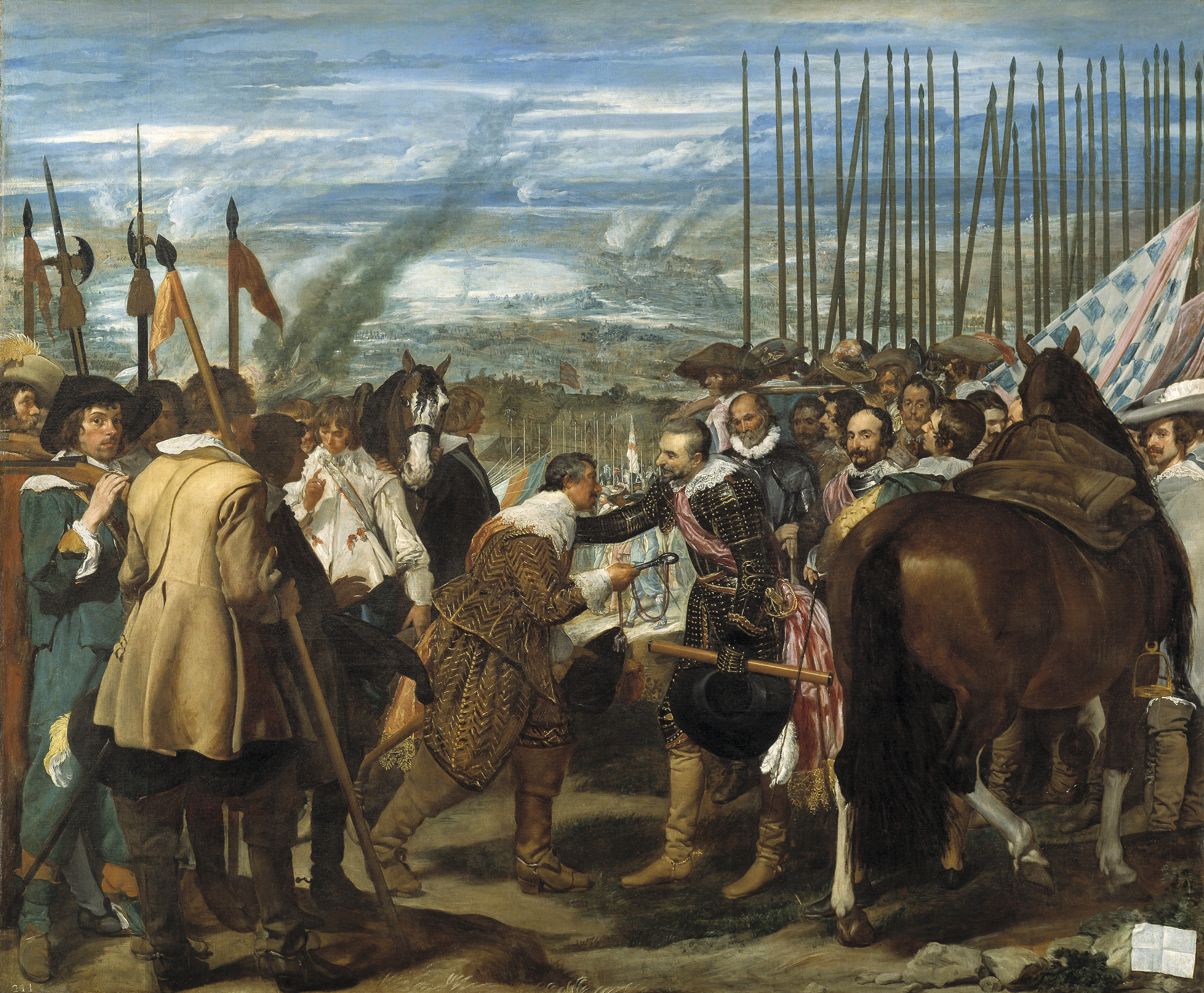
De overgave van Breda, ca. 1634-1635, Prado, Madrid

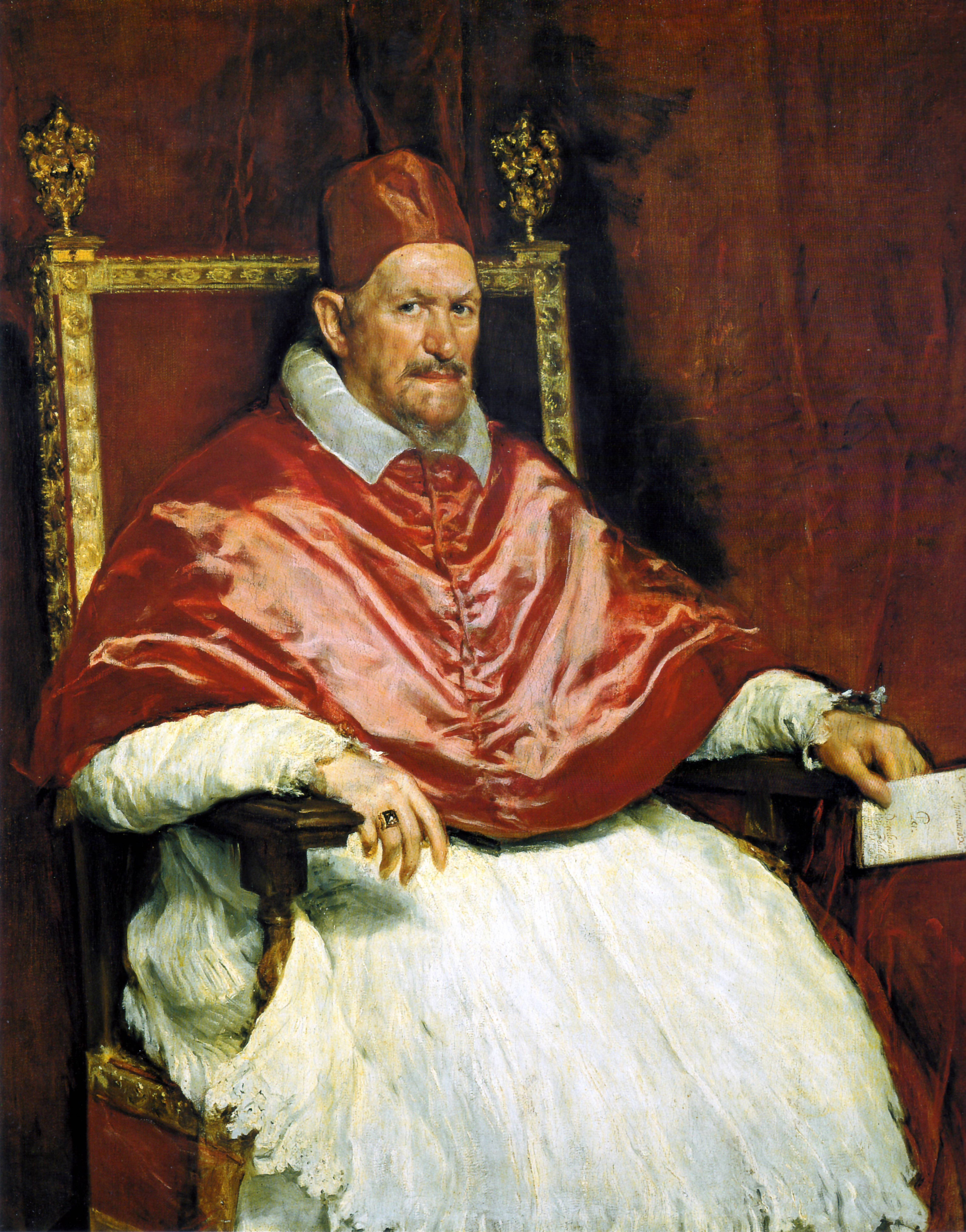
Portret van paus Innocentius X, 1650, Galleria Doria Pamphilj, Rome

De jaren 1630 vormden de productiefste periode in Velázquez' carrière. Veel schilderijen waren bestemd voor twee nieuwe residenties van de koning: het Buen Retiro-paleis en de Torre de la Parada. Hij schilderde staatsieportretten van de koning, diens familieleden en hovelingen, informele portretten van dwergen en narren, fictieve portretten van religieuze, mythologische en literaire figuren, andere religieuze werken en het ook voor de Lage Landen belangwekkende De overgave van Breda (of De lansen).
Intussen was Velázquez ook voortdurend bezig om zijn positie aan het hof veilig te stellen en te versterken. In 1628 was hij al benoemd tot pintór de cámara, oftewel de belangrijkste hofschilder. Kort na 1630 mocht hij een voornaam huis in Madrid betrekken. In juli 1636 werd hij ayuda de guardarropa ("assistent in de garderobe") en in 1643 werd hij gepromoveerd tot ayuda de cámara ("assistent van het privévertrek" of "kamerheer").

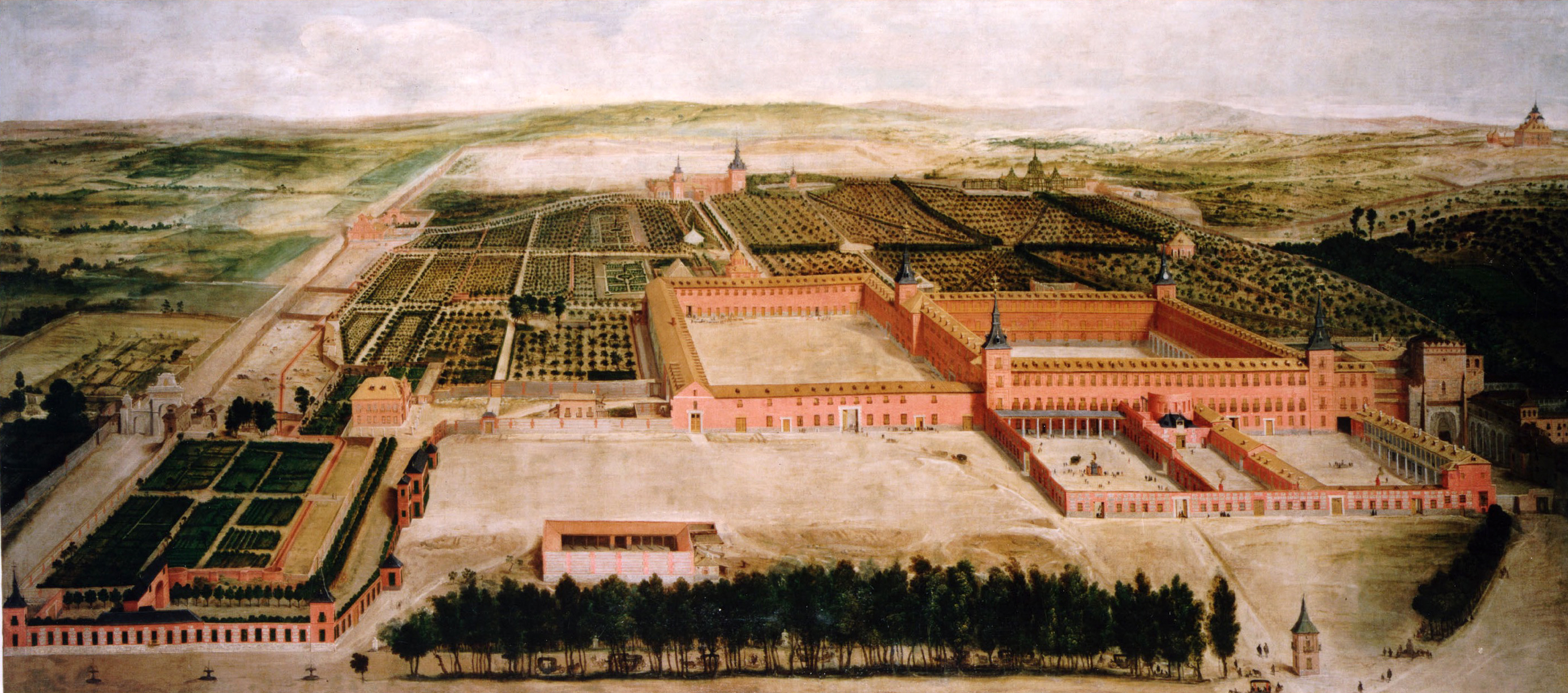
Het Buen Retiro-paleis en de tuinen anno 1637 (schilderij toegeschreven aan Jusepe Leonardo)

### Conservator van de koninklijke collectie
Filips IV was een groot kunstliefhebber. Hij koesterde de werken van Titiaan en Rubens, die hij van zijn grootvader Filips II had geërfd, en hij besteedde veel tijd en geld aan het uitbreiden en presenteren van zijn fabelachtige collectie. Velázquez kreeg de taak hierop toe te zien en was in de praktijk een soort conservator van de koninklijke collectie. Waarschijnlijk kostte dit hem zo veel tijd dat hij minder aan schilderen toekwam. Daarbij kwam dat de koning op zowel het politieke als het persoonlijke vlak grote tegenslagen kreeg te verwerken: Catalonië en Portugal kwamen in opstand, de oorlog met Frankrijk verliep ongunstig en binnen twee jaar overleden zowel de koningin als de 16-jarige kroonprins. Hierdoor was de sfeer aan het hof minder gunstig voor het verstrekken van staatsieportretten.
In de jaren 1640 werd Velázquez' takenpakket aan het hof steeds uitgebreider. Vanaf 9 juni 1643 werd hij verantwoordelijk voor verbouwingen en decoratieprogramma's van representatieve zalen in het Real Alcázar, het koninklijk paleis in Madrid, eerst de Pieza Ochavada ("Achthoekige Kamer") en vanaf 1648 de Salón de los Espejos ("Spiegelzaal"). Op 8 maart 1652 werd hij benoemd tot Aposentador Mayor de Palacio, een functie die inhield dat hij ervoor moest zorgen dat de activiteiten van de koning, zowel in het paleis als tijdens officiële reizen, soepel verliepen. Naarmate Velázquez zijn ambitie om een schilder te zijn met een hoge maatschappelijke positie geleidelijk wist te realiseren, kwam hij paradoxaal genoeg steeds minder aan schilderen toe. Velázquez zou na 1640 de productie van het voorgaande decennium niet meer kunnen evenaren. Bovendien werkte hij vrijwel alleen in opdracht – in tegenstelling tot bijvoorbeeld Rubens die ook familieleden en vrienden vastlegde in tekeningen en olieverfschetsen.

### Tweede reis naar Italië (1649-1651)
In januari 1649 reisde Velázquez vanaf Málaga naar Italië om kunst aan te kopen voor de Spiegelzaal, vooral afgietsels van antieke beelden en schilderijen van 16e-eeuwse Venetiaanse meesters. Tijdens zijn verblijf portretteerde hij paus Innocentius X. Door hem op deze manier gunstig te stemmen, hoopte hij dat de paus hem zou steunen in zijn ambitie om toegelaten te worden tot een Spaanse militaire orde. Na bijna drie jaar keerde Velázquez terug naar Madrid. Hij hervatte zijn werk als conservator van de koninklijke kunstcollectie, die nu ook deels werd ondergebracht in El Escorial, en hij schilderde portretten van de huwbare infanta María Teresa en van de nieuwe leden van het koninklijk huis: Mariana van Oostenrijk, de nieuwe koningin, en haar dochter Margarita, die in 1651 werd geboren.

### De laatste meesterwerken

Las meninas, ca. 1656-1657, Prado, Madrid

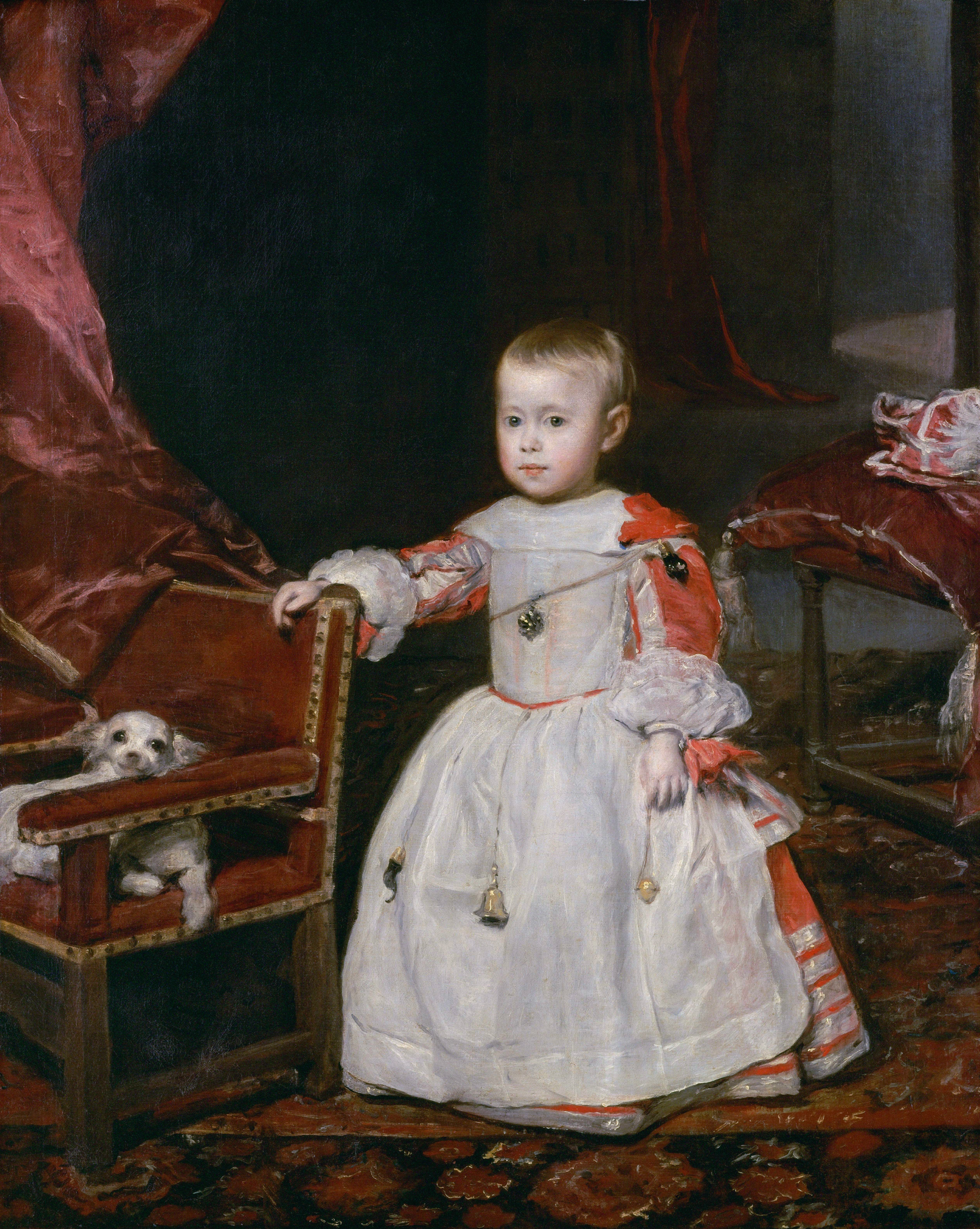
Portret van prins Filips Prospero, 1659, Kunsthistorisches Museum, Wenen

Op 6 juni 1658 werd Velázquez voorgedragen voor de Orde van Santiago. Dit moest de kroon op zijn werk worden, maar de nominatie werd aanvankelijk afgewezen, omdat hij niet kon bewijzen dat hij van adellijke afkomst was. Ook het feit dat hij als schilder betaald 'handwerk' verrichtte had een obstakel kunnen zijn, maar dat werd door de Raad van Militaire Ordes niet naar voren gebracht. Mogelijk wilde men de kunstminnende koning, die Velázquez ongetwijfeld als een beoefenaar van de vrije kunsten beschouwde, niet voor het hoofd stoten. Nadat de paus hem tot twee keer toe dispensatie had verleend, werd Velázquez ten slotte op 28 november 1659 toegelaten tot de prestigieuze orde. In deze rumoerige periode schilderde hij twee van zijn beroemdste werken, waarmee hij onomstotelijk aantoonde dat de schilderkunst een nobele, intellectuele activiteit was en niet het product van een simpele handwerksman: Las meninas en Las hilanderas.
In 1660 reisde het Spaanse hof naar de Franse grens om de infanta María Teresa over te dragen aan haar toekomstige echtgenoot, Lodewijk XIV. Velázquez was verantwoordelijk voor de huisvesting van de hofhouding en de versiering van het Spaanse deel van het paviljoen waar de ceremonie plaatsvond. Op 6 augustus 1660, een maand na zijn terugkeer in Madrid, overleed Velázquez aan een agressieve ziekte. Hij werd de dag erna met gepaste eer begraven.

## Stijl en techniek
Het werk van Velázquez behoort tot de barok. Zijn belangrijkste voorbeelden waren Titiaan en Rubens. In navolging van hen was hij bij uitstek een schilder in olieverf en colorist. Evenals in het geval van Titiaan zijn er weinig tekeningen van hem bekend. In zijn tijd leefde het idee dat kunst een ontwikkeling doormaakte en dat het de taak van kunstenaars was hun voorgangers te overtreffen (aemulatio). Een werk als Las hilanderas wordt in deze zin geduid.
Zijn vroege werk in Sevilla toont uitzonderlijk realisme, plezier in het vastleggen van verschillende structuren, rijk kleurgebruik en contrasten van licht en schaduw. Velázquez interesseerde zich voor alle facetten van het bestaan: voor het licht dat op een kruik, een stuk stof of een karaf met water valt, voor kleurnuances en schaduwen, maar vooral voor de blik in de ogen van mensen, voor de kleine trekjes rond hun mond, voor de lijnen in hun gezicht.
Vergeleken met andere barokschilders heeft hij weinig mythologische voorstellingen geschilderd en hij deed dat op een eigentijdse, 'anti-klassieke' manier. Bacchus wordt geëerd door vrolijke, wijn drinkende boeren. Athene en Arachne wijken naar de achtergrond om plaats te maken voor de eenvoudige spinsters in de weverij.